# Liste der Monuments historiques in Forges (Charente-Maritime)
Die Liste der Monuments historiques in Forges (Charente-Maritime) führt die Monuments historiques in der französischen Gemeinde Forges auf.

## Liste der Bauwerke
| Bezeichnung       | Beschreibung              | Standort                         | Kennzeichnung | Schutzstatus | Datum | Bild           |
| ----------------- | ------------------------- | -------------------------------- | ------------- | ------------ | ----- | -------------- |
| Kirche St-Laurent | Erbaut im 12. Jahrhundert | 11–15, rue Eugène Charron (Lage) | PA17000060    | Inscrit      | 2003  | weitere Bilder |

## Liste der Objekte
| Bezeichnung                               | Beschreibung    | Standort                        | Kennzeichnung | Schutzstatus | Datum | Bild |
| ----------------------------------------- | --------------- | ------------------------------- | ------------- | ------------ | ----- | ---- |
| Gemälde Martyrium des heiligen Laurentius | 18. Jahrhundert | in der Kirche St-Laurent (Lage) | PM17001414    | Inscrit      | 1984  |      |